# 後藤田正晴
後藤田 正晴（ごとうだ まさはる、1914年〈大正3年〉8月9日 - 2005年〈平成17年〉9月19日）は、日本の政治家、内務・警察官僚。位階は正三位。

## 概説
内務省を経て警察官僚として昭和期の動乱にあたって治安維持に努め、第6代警察庁長官まで上り詰めた。
退官直後に田中角栄により抜擢され内閣官房副長官として田中政権を支えたが、参議院から国政に進出しようとしたことが「阿波戦争」に発展し、田中の権勢を弱めることとなった。その後逆境を乗り越えて徳島県全県区から衆議院議員に選出され、以後7期務める。
この間に自治大臣（第27代）、国家公安委員会委員長（第37代）、北海道開発庁長官（第42代）、内閣官房長官（第45・47・48代）、行政管理庁長官（第47代）、総務庁長官（初代）、法務大臣（第55代）、副総理（宮澤改造内閣）などを歴任。以後も晩年まで自由民主党の重鎮・御意見番として国政を支えた。
その辣腕ぶりから「カミソリ後藤田」、「日本のアンドロポフ」、「日本のジョゼフ・フーシェ」などの異名を取った。

## 来歴

### 生い立ち
1914年8月9日、徳島県麻植郡東山村（現在の吉野川市美郷）に後藤田増三郎とその妻ひでの四男として生まれる。後藤田家は忌部氏の流れを汲む郷士の末裔とされており、江戸時代には庄屋を務めた家柄で、稼業として藍商とともに尾道で造り酒屋を営んでいた。なお、後藤田は末っ子で、上に8人の兄姉がいたが、成人できたのは後藤田含めて6人であった。
父・増三郎は政治好きで、自由党の壮士として酒造業で得た資金を政治活動や地元の教育の普及に使い、徳島県議会議員や麻植郡会議長などを務めた地元の名士であった。
しかし、1922年5月11日に肝臓病で父を亡くす。徳島市内の病院で父の亡骸を引き取って戻ってきた母を峠で迎えた後藤田に、普段は気丈なひでは「とうとうお前を父無し子にしてしまった」と涙を流した。その母も1924年8月26日に他界。翌々年4月に姉・好子の婚家で徳島有数の素封家であった井上家に預けられた。井上家は後藤田を長男格で扱い、長兄の耕平も遺産を処分しながら弟たちの学費を工面してくれたため、不自由なく暮らすことが出来たが、早くに両親を亡くした経験はその後の後藤田の人格形成に大きな影響を与える。
東山小学校・富岡中学を経て、1932年に旧制水戸高等学校（乙類）に入学。
1935年に東京帝国大学法学部法律学科に入学（1学期修了後に政治学科へ転科）。「支那にゃ、四億の民が待つ」という当時の日本を覆っていた熱気と第一線で国民と直接接する仕事をやりたい気持ちから、南満州鉄道（満鉄）に入社して中国大陸に渡るか高等文官試験（高文試験）を受けて官吏になることが在学中の後藤田の希望であった。しかし1937年の満鉄入社試験では東大卒者と京大卒者それぞれに設けられた入社試験日を取り違えてしまい、頼み込んで一応面接をしてもらったが当然不合格。難関の高文試験も、一度目の受験では失敗した。
翌1938年10月に高文試験に8番の席次で無事合格し、翌1939年3月に東京帝大法学部政治学科を卒業した。

### 内務省入省
1939年4月10日、当時一流官庁とされていた内務省に入省。なお、内務省入省同期には同郷の海原治（後に防衛官僚の事実上トップに君臨し「海原天皇」と呼ばれる）と平井学（後に建設省官房長）がおり、将来を嘱望されて「徳島三羽ガラス」と呼ばれた。
内務省の振出し配属は、土木局道路課兼港湾課見習いであった。このときの直属の課長は灘尾弘吉で、後藤田の教育役となったのは内務事務官の細田徳寿であった。1940年1月31日に細田の招きで富山県警察部労政課長に出向。労務報国会の組織や労働災害の認定などを担当した。

### 陸軍入隊
同年3月に陸軍に徴兵され、4月に台湾歩兵第二連隊に入営。もともと後藤田は短期現役制度がある海軍を志願していたが不合格とされており、陸軍では高等官への例外扱いがないため二等兵から始めることとなった。そのため、初年には一般の兵士同様に「うぐいすの谷渡り」などの新兵いじめを古参兵から受けた。
同年4月8日に台湾歩兵第二連隊に配属される。甲種幹部候補生に合格したため陸軍経理学校で補給について学ぶ。経理部将校候補生として陸軍軍曹を経て翌1941年10月1日に陸軍主計少尉に任官し、同年12月8日の開戦を迎える。
このころ、台湾軍司令部と台湾総督府の連絡将校となり、直属の司令官は本間雅晴であった。1943年9月10日には中尉に昇進し、高砂義勇隊や台湾特設労務報国隊の編成に携わった。1943年9月に主計中尉に昇進。1945年3月には東京に滞在しており、東京大空襲を経験している。同月20日に徳島商工会議所会頭吉野勢之助の養女・松子と結婚。
同年8月に終戦を迎え、台北で悲嘆に暮れる日本人と対照的に爆竹を鳴らして喜ぶ台湾人の姿を目の当たりにしてショックを受ける。同日、仲が良かった職業軍人の大尉が後藤田のもとを訪ねてきて、日本の将来などについて論じあった。それが大尉の「別れの挨拶」であったことを後藤田が知るのは、彼が三八式歩兵銃で自殺してしまった後であった。同月20日、ポツダム進級により主計大尉となる。入営時からは9階級の進級であった。
間もなく台湾に進駐してきた陳儀中将が率いる中国国民政府軍によって武装解除され、翌1946年3月10日に召集解除。同年4月まで捕虜生活を送った。捕虜といっても苦役はおろか拘束もほとんどなく、盛り場に酒を飲みに行くこともできたという。台湾での日本の統治が割合良好であったこともあり、現地人による日本人に対する報復行為は敗戦後も殆ど見られなかった。基隆港から離台する際、戦中から日本人と台湾人の間に差別をつけずに接していた後藤田に餞別を渡そうと、元部下の現地人が見送りに来てくれた。
基隆港から田辺港（和歌山県）まで乗せられたリバティ船には、アメリカの工業力をまざまざと感じた。上陸するなり、台湾の軍司令部勤務者であるにもかかわらずシラミが湧いた兵卒と同じ扱いで、アメリカ兵から有無を言わさずにDDTを浴びせられ、後藤田は戦に負けたことを改めて実感した。
ともあれ、戦死の危機を持ち前の運と機転によって何度も紙一重で切り抜け、後藤田は祖国の地を再び踏むことができた。

### 官僚時代
復員後、故郷での静養を経て、内務省に復職。5月7日付で神奈川県経済部商政課長となる。ここでは衣料品や炭などの物資配給を担当したが、前任者は「特別配給」を求める在日朝鮮人から乱暴狼藉を受けていた。自分の人生は「昭和20年でいったん終わった」と割り切るとともに公平性を重視していた後藤田はこれを受け付けずにあくまで日本人と平等に分配した。なお、後藤田の後任者は商工省の優秀な人物であったが、籠絡されたために事件となり、退職を余儀なくされている。神奈川県知事の内山岩太郎には目をかけられ、吉田茂首相やアメリカ海軍司令部のベントン・W・デッカー司令官への訪問に同伴した。
10月24日に本省へ戻され、地方局職員課の事務官となる。また、高橋幹夫の後任として内務省職員組合委員長になる。地方局職員課では局長が郡祐一で課長が小林與三次であり、後藤田は地方公務員法の制定や労働組合との折衝、公職追放令に携わった。追放解除の陳情にうんざりした後藤田は、公職追放業務の管轄が内務省を離れて内閣の公職適否審査委員会に移管される際に同期の岡田典一に押し付けて内務省に留まった。
後藤田は、立法が苦手であったことや既に警視庁で多忙を極めていた海原治からの誘いもあって、「常識さえあればできる」警察への異動希望を岡崎英城と丹羽喬四郎に申し出、警視総監である門叶宗雄の計らいにより1947年8月12日に警視庁保安部経済第二課長となり、物資の統制を担当した。以後警察畑を歩み、同年12月の内務省廃止後は国家地方警察本部に所属する警察官僚となった。1948年3月6日に警視庁警務部警務課長となり、警察人事の刷新に注力している。1949年3月7日、東京警察管区本部刑事部長。
1950年8月30日、警察予備隊本部警務局に登用された石井榮三の引き抜きによって同警備課長兼調査課長となり、警察予備隊の創設や自衛隊の前身となる保安隊の計画策定に従事している。
1952年（昭和27年）8月20日、国家地方警察本部警備部警邏交通課長。在職中に二重橋事件が発生し、国会で追及を受けている。1955年7月1日に警察庁長官官房会計課長となり、パトカーの整備や通信・鑑識能力の強化等、警察の科学化を推進した。また人事課長であった新井裕とともに自治庁に働きかけて定員数を増やして警察力を強化し、「革命の前夜」の状況であった当時の社会情勢に備えている。
1959年3月6日、自治庁税務局長の小林與三次らの引きで、自治庁長官官房長。同年10月13日に金丸三郎の後任として同庁税務局長となり、地方自治体の財源について大蔵省と折衝を行うとともに、地方自治と税制のキャリアを積む。このとき固定資産税の課税標準を収益還元価格から売買価格に改めている。また、料飲税の導入にあたっては自民党三役（前尾繁三郎幹事長・田中角栄政調会長・赤城宗徳総務会長）が出してきた修正案を拒絶し、原案を押し通している。このとき後藤田はクビを覚悟し、後藤田の今後を心配した内山岩太郎神奈川県知事から県営の宅地をあてがわれているが、結局クビは繋がった。
自治事務次官に就いた小林の慰留を振り切り、1962年5月8日に警察庁に復帰し長官官房長、1963年8月2日に警備局長となり、ライシャワー事件の指揮を執った。1965年3月12日に警務局長、同年5月19日警察庁次長となり、学園紛争・70年安保の時を迎える。
1969年8月12日警察庁長官に就任。長官時代は、極左暴力集団によるテロや暴動が相次いでおり、よど号ハイジャック事件・瀬戸内シージャック事件・三島事件・三里塚闘争（成田空港予定地の代執行）・あさま山荘事件・山岳ベース事件・西山事件・テルアビブ空港乱射事件など、頻発する重大事件への対処に追われた。1971年9月の第1次坂下門乱入事件のときには、佐藤栄作総理大臣から事前に「皇居に暴徒が侵入する噂がある。後藤田クン、万全の体制をとってほしい」と直々に指示を受けていたにもかかわらず、中核派系の沖縄青年らによる皇居闖入を防止できず、責任を取るべく進退伺を出しているが、国家公安委員長の中村寅太に慰留されている。
この頃の部下の一人に、後に初代内閣安全保障室長を務めた佐々淳行がいる。佐々によれば、当時要人テロリズムを警戒して、護衛をつけて欲しいと再三促されたが、「有り難う。でも私は結構」と、頑なに断り続けたという。なお、後藤田は1971年に発生した土田・日石・ピース缶爆弾事件の標的の1人となり、郵便爆弾が郵便局で差し出された直後に暴発したことで難を逃れたが、郵便局員1人が全治三週間の火傷を負っている。

### 政界への道のり
1972年6月24日に警察庁長官を辞任。同年7月、1972年自由民主党総裁選挙に勝利した田中角栄に抜擢され、第1次田中角栄内閣の内閣官房副長官（事務）に就任。田中の懐刀として辣腕を揮った。
国土庁の設立が構想された際にその初代長官となるよう田中から打診されたが、後藤田は民間人閣僚となることを潔しとせず断っている。後藤田は山下元利からの誘いもあって同年末に行われた第33回衆議院議員総選挙への出馬を希望していたが、「この内閣は、君で持っているのだ。選挙戦で官邸がカラになったら、内閣は潰れてしまう」と田中に慰留され、また選挙への準備不足も指摘されたことから断念した。
1973年4月に田中が小選挙区制の導入をぶち上げ、同年5月12日に後藤田は区割り委員会の事務局長に据えられる。しかし、根回しなく公表されたこのいわゆる「カクマンダー」構想は野党はおろか党内からも猛反発を招き、撤回された。
後藤田は1973年11月25日に官房副長官を辞職し、郷里の徳島県から参議院選挙に出馬するための準備を始める。しかし、徳島県は三木派を率いる三木武夫（当時副総理）のお膝元であり、しかも1人区である徳島県選挙区では三木派の城代家老と言われた久次米健太郎が現職であったことから、自民党公認を巡って党内が紛糾する。結局徳島県連の投票により後藤田が公認候補とされたが、三木派の猛反発を招いた。久次米は無所属で立候補したため、県内で保守が真っ二つとなり、選挙戦は阿波戦争（三角代理戦争）と呼ばれる熾烈なものとなった。
当初は財界と党主流派の支援を受けた後藤田が有利と見られていた。しかし、農協などとの強い関係を持つ久次米陣営が猛烈に巻き返し、1974年7月7日の第10回参議院議員通常選挙の結果は、久次米19万6210票に対し後藤田15万3388票で及ばず、敗北した。さらに、後藤田が選挙に不慣れであったこともあって、陣営から268人もが徳島県警察によって選挙違反で検挙されることとなり、「金権腐敗選挙」と強く非難される憂き目を見た。後藤田はお詫び行脚に奔走するとともに、私財を売り払って逮捕者に弁護士を手配した。後に後藤田は、「あの選挙は自分の人生の最大の汚点」と述べている。更に強力な後ろ盾であった田中角栄も田中金脈問題をきっかけに首相を辞任し、選挙戦を通じて政敵となった三木が後継総裁に選出され、後藤田にとっては雌伏を余儀なくされる事態が続いた。一方で後藤田は、このときの落選と家族らとともに続けてきたその後の地道な選挙活動で、自分自身の世の中を見る目に甘さがあることに気づき、自分が変わるきっかけになったと述べている。
1976年の第34回衆議院議員総選挙に徳島県全県区（当時）から立候補し、ときの内閣総理大臣である三木武夫との直接対決となった。ロッキード事件に絡めたネガティブ・キャンペーンも受けたが（久保発言）、落選以来後藤田が「徹底して歩け」との田中の指示どおりに地道に続けてきた地元への行脚が功を奏し、6万8990票を獲得して三木に続く2位当選を果たした。一方で、前回の参院選挙で後藤田を支援してくれた秋田大助と少年期に寝食を共にした兄弟同然である甥の井上普方（社会党）が、最後の1議席を巡って5位争いをすることとなり、気まずい選挙でもあった（結果は、秋田が落選）。
当選後は自民党田中派に所属。選挙の勉強も兼ねて総務局次長として東京都議会選挙の指導を任された。

### 大平政権誕生に貢献
初めての国民参加型（一般党員・党友に投票権付与）による予備選挙が導入された1978年自由民主党総裁選挙において、田中派は現職の福田赳夫に挑む大平正芳を支持。西村英一の指示を受け、後藤田は東京都に地盤を持たない大平派に代わって大票田である東京地区での大平票を伸ばす任務を負った。後藤田は佐々木義武や浜野清吾と協力して、区議会議員を動員してリストアップした党員に対して徹底した戸別訪問作戦と電話作戦を展開した。その結果、当初東京地区は現職の福田が圧倒的有利で二位が都議会議員とのつながりを持っている中曽根康弘が二位と言われていたが、結果は大平が4割程度を抑えて二位に躍進した。後藤田の地元徳島地区でも三木派が推す河本敏夫を抑えて大平が一位であった。予備選挙の結果は、福田優勢との当初の下馬評を覆して、大平748点、福田638点。福田は「天の声にも変な声もたまにはある」と発言して本選挙を辞退、大平正芳内閣が成立した。
福田派幹部は、既定日時で選挙活動を終了したが、竹下と後藤田が電話作戦を続けているのを聞きつけて「まだやっているのか」と戦々恐々した。
1979年11月、第2次大平内閣の自治大臣兼国家公安委員会委員長兼北海道開発庁長官として初入閣した。この時当選回数僅か2回であり、年功序列で衆議院当選5回から6回が初入閣対象とされていた当時の政界にあっては、異例の出世であった。1981年11月、鈴木善幸改造内閣で選挙制度調査会会長。

### 中曽根政権の補佐
1982年11月、首班指名を受けた中曽根康弘に請われて、第1次中曽根内閣で内閣官房長官に就任し、内外を驚かせた。首相派閥から選出することが慣例である内閣官房長官人事を他派閥から選出したこともあるが、これはロッキード判決に備えた田中角栄に押し切られたものと受け止められ、第一次中曽根内閣は、田中派の閣僚が後藤田も含めた6名に上ったことから「田中曽根内閣」と諷刺されたが、事実は、自派の人材難に悩む一方で内務省の後輩として後藤田の手腕と実力をよく知る中曽根本人の強い求めによるものであった。中曽根は、自派の人材難に加え、行政改革の推進と大規模災害等有事に備え、官僚機構の動かし方を熟知しており高い情報収集能力を持つ後藤田を必要としたのである。更に、長期的な視野で見れば田中派に対して中曽根が打ち込んだ楔でもあった。
官房長官となった後藤田は、1982年12月のソ連による対日諜報活動・間接侵略が暴露されたレフチェンコ事件や、1983年1月の中川一郎の自殺事件、同年9月のソ連軍による大韓航空機撃墜事件、三原山噴火による住民の全島避難 の際に優れた危機管理能力を発揮。1985年8月12日に起きた日本航空123便墜落事故当時は、初代総務庁長官として、首相・中曽根を支えた。
中曽根内閣が最大の課題とした行政改革では、1983年12月に行政管理庁長官、1984年7月に新設された総務庁長官として、3公社民営化などを推進した。第2次中曽根第2次改造内閣・第3次中曽根内閣では内閣官房長官に再任され、単なる内閣官房長官を越えた「副総理格」と見なされた。
イラン・イラク戦争終結に当たり、海上保安庁の巡視船または海上自衛隊の掃海艇をペルシャ湾に派遣する問題が浮上した際には、「私は閣議でサインしない」と猛烈に反対し、中曽根に派遣を断念させ、中曽根に物を言える存在である事を印象付けた。そしてそれは、自衛隊は絶対に海外に出させない、という後藤田の戦争反対の信念でもあった。中曽根政権の5年間、一貫して閣僚を務めたのは後藤田だけである。
今日では明らかとなっているが、1987年（昭和62年）の東芝機械ココム違反事件では、通商産業省は半ば黙認し、公訴時効になりかけた外為法違反を、外事課・生活安全課へ圧力をかけて、事件とさせたのは後藤田である。日米の摩擦が激化、中曽根首相が訪米した時期と併せての政治的判断であった。
こうした後藤田の重用は、自民党内、なかんずく出身母体の田中派の議員の激しいねたみを招き、「向日葵」というあだ名を付けられることもあった。のちに首相となった橋本龍太郎は、後藤田よりかなり年下だが、当選回数が自分より遥かに少ない事から、一時期「後藤田クン」と呼び、内務省のエリート官僚である後藤田の誇りを傷つけたという。そして、田中派の膨張策の中で後藤田ら外様の議員が幅を利かせていることや党内最大派閥であるにもかかわらず三木以降総裁を輩出できていないことへの田中直系の議員らからの不満の高まりを背景に、小沢一郎、梶山静六、羽田孜、渡部恒三ら中堅若手は、世代交代を標榜する竹下登と金丸信を担いで1984年に創政会を旗揚げして事実上の分派を形成した。この事態に激怒した田中は、その直後に脳梗塞で倒れ派閥の制御ができなくなった。後藤田自身は、田中派が竹下派と二階堂進グループに分かれた際にどちらにも与せず、無派閥となった。

### 首班への打診を辞退
竹下内閣成立後は、暫く表舞台から退くが、1989年、リクルート事件の発覚により竹下首相が退陣を表明した。竹下同様の疑惑を抱えた派閥領袖が軒並み逼塞を余儀なくされる中、リクルート事件に無縁だった伊東正義、田村元、福田赳夫、河本敏夫、金丸信、坂田道太らの長老と共に後継総裁候補に名前が挙がった。しかし、後藤田は「私は総理にならないほうがいい。第一に警察出身者。二に田中角栄に見出してもらい、三に最初の選挙のとき陣営からたくさんの選挙違反者を出している。この三つでダーティイメージになってしまった。四に中曽根に五年仕えたことで、彼の影が拭えない。五番目は糖尿病だ。私は総大将には向かないのだよ」と述べ、総裁就任を固辞した。結局竹下は外務大臣の宇野宗佑に白羽の矢を立てたが（竹下裁定）、リクルート事件や消費税導入、宇野首相の女性問題もあって短命に終わった。

### 海部内閣の参謀
宇野の後を受けた海部俊樹内閣では、伊東正義を本部長に擁する自民党政治改革推進本部の本部長代理となり、伊東や「ミスター政治改革」の異名をとる羽田孜らと共に小選挙区制導入に執念を燃やした（後述）。後藤田の案は後に導入された小選挙区比例代表並立制であったが、実際の案との大きな違いは、1票制であることだった。これは、小選挙区に投じた候補の政党が、そのまま比例区の政党票になるというものである。従って、野党各党が比例票を稼ぐには、共倒れを承知で小選挙区に独自候補を立てる必要があるというものだった。その性質上、野党の選挙協力を封じる効果があり、自民党に極めて有利な内容だった。加えて、比例代表区は都道府県別に分割され、県によっては比例区の意味のない定数1となるところもあり、これまた第1党の自民党に極めて有利な内容だった。
この時は結局、小泉純一郎ら自民党内の改革慎重派など、自民党内の反改革勢力によって政治改革法案が廃案に追い込まれ、「（政治）改革に政治生命を賭ける」と明言していた海部が首相続投を断念したために実を結ばなかったが、武村正義や北川正恭など三塚派若手を中心とした改革積極派との間に強い信頼関係を築き、1993年に自民党下野の際、後継首班候補として後藤田の名があがる伏線となった。
1990年に湾岸戦争が勃発し、アメリカからの自衛隊の多国籍軍参加の要請ないし圧力がかけられたときには、イラン・イラク戦争のときと同様、一貫して反対姿勢を貫いた。

### 宮澤内閣の番頭
1992年12月に宮澤改造内閣で法務大臣に就任。派閥に属していないにもかかわらず一本釣りにあった格好で、第3次中曽根内閣で内閣官房長官を務めて以来となる久々の入閣であった。当初は行政改革の担当としての入閣の打診であったが中曽根内閣の経験からこれを断り、既に高齢であることから後藤田にとって負荷が「軽い」ポストを希望したことにより、官僚でのキャリアで習得した法務の知識が活かせる法務大臣を充てがわれたという経緯であった。しかし1993年4月に副総理兼外務大臣の渡辺美智雄が病気のため辞任すると、法相としては異例ながら副総理を兼務し、大物大臣として閣内において存在感を示した。
法相在任中は、1989年11月の死刑執行から死刑執行停止状態（モラトリアム）が続いていたことについて「法治国家として望ましくない」との主旨の発言をし、1993年3月に3年4ヶ月ぶりに3人の死刑確定者（死刑囚）に対する死刑執行命令を発令した。同時期に、警察庁長官として事件解決に携わった連合赤軍事件の主犯格である永田洋子・坂口弘の2人に対する死刑が確定していたことも注目された。ロッキード事件においては田中の公判検事であった吉永祐介を検事総長に起用するという人事を承認した。またカミソリといわれた官僚時代と異なり、法相就任後は好々爺の雰囲気をかもし出し国民からも親しまれた。
しかし、選挙制度改革をめぐり、かつて政治改革に共に取り組んだ羽田孜らのグループの造反により宮澤内閣不信任決議案が可決される。羽田・小沢一郎らは自民党を離党し、新生党を結党。また、同じく政治改革を推進してきた武村正義・鳩山由紀夫らのグループは、内閣不信任案には反対票を投じたものの、羽田らに次いで離党し、新党さきがけを結党した。1993年7月18日の解散総選挙の結果、羽田派の集団離党によって過半数を割りこんでいた自民党は議席を伸ばせず、55年体制が終焉した。
選挙責任を問われた宮澤の後任の自民党総裁として後藤田を推す声が再び上がったが、このころ心臓発作を起こして一時入院していたこともあって固辞し、宮澤と相談のうえで河野洋平を指名することとした。その結果河野が総裁に就任し、後藤田はその指南役を務めた。

### 政治家引退後
最初の小選挙区制の選挙となった1996年の総選挙には、高齢を理由として出馬せず、政治の第一線を退いた。引退する旨を3人の子供に伝えた時、二世議員にならないよう頼んだという。その後も政治改革、行政改革、外交、安全保障問題などで積極的に発言を続けた。
河野洋平を非常に可愛がり、与党の対中外交に影響を与えた。
イラク戦争における自衛隊派遣に反対した。小泉純一郎内閣に対して「過度のポピュリズムが目立ち、危険だ」と批判した。また、小泉内閣のスローガンでもあった、「官から民へ」について、「利潤を美徳とする民間企業が引き受けられる限度を明示せずに、官から民へは乱暴である」と発言した。また、小泉政権への牽制役として期待をかけていた野中広務が政界引退を表明したときには、自ら出向いて「日本にとって今が一番重要なときなんだ。恥をかかすことになるけれども『後藤田が止めた』と言って、あと三年頑張ってくれ」と頭を下げた。
佐々の著書によると、引退後も後藤田は現職の首相をはじめとする政権中枢に安全保障にかかわる問題や災害対応についてアドバイスを与えていた。また、佐々などかつての部下を総理大臣官邸に送って、処理の補助を行わせていたという。
引退後の後藤田は、しばしば右派勢力から「ハト派」「親中派」と目され、身辺での威圧や嫌がらせを受けていた。後藤田は病弱な妻を気遣っていたが、松子夫人はむしろ「もう遠慮することも失うこともないはず。言いたいことをどんどん言って下さい」などと後藤田に勧めていた。
政界のご意見番的な立場でTBSの『時事放談』に出演していたこともある。
2005年9月19日午後8時53分、東京都文京区の順天堂大学医学部附属順天堂医院で肺炎のため死去、91歳だった。後藤田の遺志により、身内だけでの密葬が執り行われ、同月21日にその死が明かされた。墓所は鎌倉霊園。戒名は「憲徳院殿東山誠通大居士」。
折しも自民党が地滑り的勝利を収めた郵政選挙の直後であり、自らが完遂できなかった政治改革と政治の行く末についての憂慮を残しながら迎えた最期であった。後藤田は当時小泉政権が進めていた「政治主導の意志決定システム」の構築に警鐘を鳴らし続けていたが、訃報に接した小泉からは「後藤田正晴先生は、副総理、内閣官房長官、法務大臣、自治大臣など政府の要職を歴任され、永きにわたり戦後の日本政治を担ってこられました。この間、後藤田正晴先生は、日本の議会政治の活性化のために、一貫して政治改革に取り組んでこられました。平和を愛し、常に国民のために働いてこられた偉大な政治家のご逝去の報に接し、心より哀悼の意を表します」とのコメントが出された。

## 人物

### 思想・政見・政策

#### 治安維持
学生運動が盛んであった警察庁次長時代、警官を殺しかねないような暴れ方をしていた学生が逮捕されると「お巡りさん、タバコくれませんか」などと態度を一変させるという情報を得た後藤田は、「基本的には革命など起こるわけがない」と確信した。対処に当たる警官には能力がありながらも経済的に進学できなかった若者が多かったのに対し、暴れる学生ほど家庭に恵まれており、先鋭化した暴徒学生を「所詮は社会のはぐれ者にしかならない」と見抜いたのである。
成田空港予定地での第一次代執行直後にヘリコプターで現地を視察した後藤田は、反対派について「ありゃあ蟷螂の斧（とうろうのおの、弱小なものが無謀にも強敵に立ち向かうこと）じゃのう」と言い帰京したという。運輸政務次官として成田空港問題に対処していた佐藤文生は、後藤田は現場を勇気づける意味で言ったのだろうとしながらも、東峰十字路事件が発生した第二次代執行において警察庁の指示で警察の動員数が千葉県警が作成した当初計画より削減されたことについて、この発言が警備計画策定時の警察庁幹部に影響していたという説を紹介している。
警察庁長官在任中の1970年代初頭は警備業の黎明期にあたり、特別防衛保障をはじめとする警備会社の不当事案が社会問題化していた。警備業法の制定など規制強化が図られる中、後藤田は警察庁長官として「プライベートポリスの思想、これは我が国においては認めたくないというのが私の基本的な考え方でございます」としながらも、警備会社は「必要悪」であるとの認識を示した。
官房長官時代の1987年に、当時存在を公表されていなかった警視庁特殊部隊の訓練を習志野演習場で極秘に視察した。その理由は「万が一ハイジャック等が起こったときに、警察の特殊部隊を飛び込ませるかどうかの判断というのは官房長官がしなきゃならない。だから、その警察の能力を知っておかなきゃならない。自分が（警察を）やめてから時間がたっている、警察がどのくらいの能力を持っているか、それを知るためのものだ」というものであった。このとき隊長に「覆面部隊なので家族にも父親が何をしているのかいえず、同僚や奥さん同士の交流も避けなければならないので、とても日常が辛いです」と打ち明けられた後藤田は、「辛いだろうが、その時がくるまで皆辛抱してくれ。いつか覆面を脱いで堂々と歩ける日がくる」と激励している。
前述のように法務大臣時代（1993年3月）には、法秩序の維持を理由に3年4か月ぶりとなる死刑執行を指揮しているが、死刑廃止論者として知られる団藤重光（元最高裁判事）の著書については、自著で「考え方に僕は反対ではない」と記していた。

#### 後藤田五訓
中曽根内閣で創設された内閣官房6室制度発足の場で、内閣官房長官の後藤田が、部下である初代の内閣五室長の的場順三（内閣内政審議室）、国広道彦（内閣外政審議室）、佐々淳行（内閣安全保障室）、谷口守正（内閣情報調査室）、宮脇磊介（内閣広報官室）に対して与えた訓示を、「後藤田五訓」という。長年仕え、初代内閣安全保障室長を務めた佐々淳行が自著に記したことで世に明らかとなった。内容は次のとおり。
1. 出身がどの省庁であれ、省益を忘れ、国益を想え
2. 悪い、本当の事実を報告せよ
3. 勇気を以って意見具申せよ
4. 自分の仕事でないと言うなかれ
5. 決定が下ったら従い、命令は実行せよ

佐々によれば、この五訓を裏返すと、まさに危機管理最悪の敵の「官僚主義」になるという。後藤田本人はその訓示のことを忘れており、佐々のところへ「今、人が来て『後藤田五訓を揮毫してくれ』と言うんだが、後藤田五訓とは何ぞ」と聞きに来て、佐々が説明すると「ワシ、そんな事言うたかな？どうせ君があることないこと吹聴しとるんじゃろう」と佐々が書いたメモを片手に帰っていったという。一方で、「これはあそこに勤務するものが絶対に心得てくれないといけない。今でも変わらないことです。（中略）これは会社にも適用できるんじゃないですか」と後に述べている。

#### 戦争観・靖国神社に対する見解
極東国際軍事裁判を傍聴したことがある。被告人は主に国の指導者であり、裁判中はきちんとして微動だにしないことが一般的であったが、後藤田が見に行ったときはソ連側の証人の日であり、関東軍特種演習がソ連を敵国として準備するためのものである言質を取るためにA級戦犯として証言をさせられた鈴木貞一が、悔しさで歯ぎしりしている姿を見た。企画院総裁であった頃の鈴木を知る後藤田はもともと彼に良い印象を持っていなかったが、「そんなこと言わなくてもいいじゃないか」と思いつつも気の毒に感じている。後藤田は政府や軍部の高官であった者たちの裁判での姿から、「日本人はトップほど責任感がない」と痛感したという。
中曽根が総理大臣として靖国神社を公式参拝した翌年の1986年8月14日、後藤田は翌日の終戦記念日における首相の参拝有無について以下のような内閣官房長官談話を発表している。
「昨年実施した公式参拝は、過去における我が国の行為により多大の苦痛と損害を蒙った近隣諸国の国民の間に、そのような我が国の行為に責任を有するA級戦犯に対して礼拝したのではないかとの批判を生み、ひいては、我が国が様々な機会に表明してきた過般の戦争への反省とその上に立った平和友好への決意に対する誤解と不信さえ生まれるおそれがある」ことなど「諸般の事情を総合的に考慮し、慎重かつ自主的に検討した結果、明8月15日には、内閣総理大臣の靖国神社への公式参拝は差し控えることとした」
そのうえで、「公式参拝は制度化されたものではなく、その都度、実施すべきか否かを判断すべきものであるから、今回の措置が、公式参拝自体を否定ないし廃止しようとするものでないことは当然である。政府は引き続き良好な国際関係を維持しつつ、事態の改善のために最大限の努力を傾注するつもりである」「各国務大臣の公式参拝については、各国務大臣において、以上述べた諸点に十分配慮して、適切に判断されるものと考えている」としている。
後藤田の考えとしては、靖国問題は日本人の心に係る内政問題であり本来は外国に言われる筋合いの問題ではないというものであった。また後藤田自身も、参拝に公私の別はありえないという認識のもとで単独で国務大臣として靖国参拝を行っている。奉賛会の大槻文平を通じてA級戦犯の分祀を靖国側に打診したこともあったが、憲法第20条の絡みもあってそれ以上の介入は控えた。
一方で、内閣総理大臣在任中の小泉純一郎による靖国神社参拝が問題になっていた頃、参拝に反対する自民党議員の勉強会に講師として呼ばれた後藤田は「くだらない負け惜しみは言わない方がいい」と発言している。「つくる会」の新しい歴史教科書（扶桑社発行）についても、反対の立場をとった。

#### 政治家引退の時の演説
警察庁長官から政界に進出し、内閣官房長官まで務めた後藤田が公職から退く際、演説を行った。その中で後藤田は「私には心残りがある」と語り、その一つは政治改革を掲げつつそれが単なる選挙制度改革で終わってしまったこと、そしてまた一つは、警察官僚として部下に犠牲を強いてしまったことだという。警察庁時代に「のべ600万人の警察官を動員した第二次安保警備で、『殺すなかれ』『極力自制にせよ』と指示した結果、こちら側に1万2000名もの死傷者を出してしまった。いまでも私は、その遺族の方々や、生涯治ることのないハンデキャップを背負った方々に対して、本当に心が重い。これが私の生涯の悔いである」と語っている。
後藤田の警察庁時代は学生運動が過激化し、極左過激派によるテロや暴動が頻発していた時期であり、警備などに従事していた警察官に多くの死傷者が出て、後藤田はこれへの対処に追われた。例として、後藤田が警察庁長官であった1971年9月、三里塚闘争渦中の成田空港予定地の代執行（第二次代執行）中に起きた東峰十字路事件では、後方警備に従事していた特別機動隊が過激派などの空港反対派の集団によるゲリラ襲撃を受け、機動隊員に火炎瓶が投げ付けられ、火だるまになり、のた打ち回っている所を鉄パイプや角材、竹ヤリなどで滅多打ちにされて隊員3名が死亡し、約100名が重軽傷を負った。負傷した若い隊員の中にはあごの骨を砕かれ、全ての歯を失い、全身を100針も縫い、一時重体となった隊員もいた。警察庁時代の後藤田の部下であった佐々淳行は著書の中で、これら悲痛な思い出が、後藤田に引退の際の台詞を言わせたのではないかと語っている。

#### 憲法と安全保障
警察予備隊本部課長時代、福知山市で水害が生じたときに駐屯地の司令が手続きを踏まずに独断で部隊を出動させる出来事があった。このとき後藤田は「実力をもった部隊の独断専行は絶対、許すべきではない」「こういうときこそ、将来のため、現在において厳しい躾をしておかなくてはならない」と、文民統制徹底の観点から厳しい姿勢で臨んでいる。
後年は安全保障や憲法の問題に関してはハト派寄りの発言が多いことで知られたが、憲法については「国のためにあるのであって、憲法のために国があるのではない」として野党や進歩的文化人と異なる見解を示している。
また、憲法第9条について問われた時、「いまのような国会答弁だと、自衛隊が認知されたような、されんような、そんな可哀想な状態で、命を捨てる仕事がどこにありますか、将来、国民が変えたらいいといえば、変えればいい」と自衛隊への理解や憲法改正の容認を示し、第二次世界大戦の当事者が存命の間は改正は時期尚早との認識を示しながらも、「書きすぎの感がある」「賞味期限がきているのではないか」とも述べていた。後藤田自身は1項については保持し、2項については交戦権を認めたうえで「領域外での武力行使は行わない」と明記すべきとの考えであった。すなわち、独立・自存のための自衛権は憲法以前の自然権としていずれの国でも認められるものであり、最低限の武力装置を備えておくのは当然であるが、海外派兵に関するあらゆる方便を排除するために海外での武力行使禁止を明示すべきであるというのが後藤田の基本的考えであった。統合幕僚長であった栗栖弘臣による「超法規発言」にも、「やむを得ざる栗栖君の選択だろうと思います」と述べている。晩年は社会の右傾化をより憂慮していたため、意図的にこれらの見解について発言することを控えていた。
日本国憲法そのものについては「生まれは決して良いとは言えない」「本来は占領終了直後に日本人の手によってつくり直すべき筋合いのものであった」としながらも、「人類が将来向かっていくべき理想を掲げている」とその意義を認めている。2005年5月14日に琉球新報社の琉球フォーラムにゴルバチョフとともに招かれた後藤田は「憲法と安全保障」という演題で講演し、「この憲法の理想をわれわれは守らなければいけない。守り抜きながら時代の変化に対応できなくなっている面を変えれば憲法改正というのはいいと、ここを忘れてもらいたくない」と述べ、現憲法の理想の堅持と現実に即した改正の両立を訴えている。
冷戦終結後は米軍への基地供与には消極的であり、日米安保条約を平和友好条約に変換すべきとの考えも持っていたが、普天間基地移設問題に関して岡本行夫から辺野古移設について説明を受けたときには否定も肯定もしなかった。一方で上述の琉球フォーラムでは、「戦勝国の軍隊がいつまでも敗戦国の中にあって、従来の基地を別の基地に新しく作るなんてことは、新しく作られる側の住民が賛成するわけないじゃないですか」「私は日本の立場というものをこの機会にこそ、アメリカに対して強硬に主張すべきだと思います。過去六十年間、日本は独立したといいながら、実際は半保護国の状態にあるのではないか」と述べている。
また、日本の情報機関については他国に比べて極めて貧弱であり強化すべきであるが、情報の収集・防衛に特化させ謀略は行うべきでないとの考えであった。

#### 政治改革
1989年、リクルート事件に揺れる自民党は「政治改革委員会」を立ち上げ、後藤田はその会長に就任した。そこで後藤田は「政治がなくなる、政治がなくなるおそれがある」「どうしようもない政治の閉塞状態。これ以上現状を放置することは許されぬ。限界に達している。みそぎだ！でなくばもたない」との強い危機意識のもと、選挙制度の改革を志した。
冷戦終結後も続いた55年体制の中で弛緩した与野党を「政権政党のオゴリ、油断、ニゴリ、野党の無気力、政権担当能力の欠如、その気力の喪失、更に言えば傷口のナメ合い」と問題視した後藤田は、政権交代に現実味を持たせることにより政治の緊張感を回復して議会政治の活性化をするねらいから、小選挙区制度の導入に意欲を燃やした。
しかし、自民党政権下の海部・宮澤内閣では法案不成立となり、小選挙区制度の導入を含む政治改革四法が成立したのは、非自民連立政権である細川内閣においてであった。この日のメモに後藤田は「感無量、ただ、未だ三合目。政治改革の目的から見れば出発点にすぎぬ。今回の改革はただ変革の第一歩にすぎない」と綴っている。

#### 経済政策
「土地の私有権はそりゃあ大事だろう。だがそのうえに胡座をかいていていいのか。社会生活や国民経済にプラスに働くように、土地の私有権と言うものを使っていかなければいかないのではないか。私有権ばかりを重視していては国民生活はどうなるのか」 と公共の福祉と財産権のバランスを取るべきとの認識を示すとともに、「政府の経済政策の基本原則は、国民が自分の持ち家を持って、家族が一家団欒で生活できるようにすることだが、こんなに不動産が上がったら、それが不可能になるだろう」と地価の上昇とそれを煽る銀行の姿勢に懸念を表明し、官房長官として銀行局長に指示を出したのがきっかけで、住宅金融専門会社ができた。
「競争社会にしないと世界的な競争に耐えられないということはわかるんだけれども、競争社会の中で落ちていく人のことをどうするんだということをぜひ考えてもらいたい」と述べ、格差社会に対する警鐘を鳴らしている。戦後恐慌や昭和恐慌を背景に財界や政府の要人が暗殺され国民がそれに対して喝采を浴びせたような過去の歴史を踏まえ、「経済が悪いと政治家のせいだという風潮になる。景気にはよほど注意が大事だ」と述べていた。

#### 日中関係
もともとは過去の軍歴から台湾との接点の方が多かったが、1977年に日中友好国会議員団（山下元利団長）の一員として訪中して見聞を広めた。同年10月に二階堂進・大村襄治とともに再度訪中し、覇権条項などをめぐり日本国と中華人民共和国との間の平和友好条約（日中平和友好条約締結）の下交渉を行っている。
内閣官房長官在任中の中曽根政権時代の日中関係は、中曽根の参拝が発端となった靖国神社問題や光華寮訴訟に関する摩擦もあったが、当時の中国共産党首脳が比較的親日的であったこともあって総じて良好な状態であった。
1994年に日中友好会館会長 を務めるなど、後藤田は中華人民共和国に対する太いパイプをもち、後藤田自身も「一つの中国」を支持するなど中華人民共和国に対しては基本的に融和的な姿勢を示していた。
一方で、江沢民による厳しい対日政策が行われていた1999年には、中国の要人を前に「両国関係で最も重要なのは、双方の国民感情が良い方向へ向かうことだ。そのためには、指導者、報道機関などが、つねに友好を育てる方向を向いていなければならない」と苦言を呈することもあった。また、李登輝中華民国総統の報道規制（報禁）解除により大規模な民主化要求デモが台湾で発生したときには、「台湾のデモ隊に死者が出ないよう、君の経験則によって李登輝総統を助けろ。バレないよう慎重にやれ。戦後の民主警察の"汝殺スナカレ"の警備技術や装備を教えてやれ」「李登輝は立派な政治家だ。日本語はうまいぞ。ワシがいいといったとは誰にも言うな」と、佐々淳行と許水徳内政部長の接触を黙認している。なお、これにより元警視監の宇田川信一が非公式に台湾へ派遣され、現地指導を行っている。

#### 日韓関係
鈴木善幸内閣のとき、韓国が60億ドルを要求していた「経済支援」の金額（日本側は40億ドルを提示）について話し合うため、竹下登とともに訪韓している。ソウルへ向かう飛行機では韓国の使節団と乗り合わせたが、外務大臣であった園田直の舌禍により激怒していた。後藤田は韓国との関わり方について「（過去の歴史について）謝るのは済んでいるんですから、それは必要がないけれども、やはり相手の置かれていた立場というものを理解しておかないと、こちらが気がつかないところでおかしなことになる可能性がある」としている。

#### 日ソ関係
1982年12月、アメリカに亡命したソ連国家保安委員会（KGB、現在のSVRの前身）のスタニスラフ・レフチェンコが、日本国内でのソ連による執拗かつ周到な諜報活動・間接侵略（シャープパワー）を暴露したレフチェンコ事件を受け、事態の重大性を認識した後藤田は日本独自の検証を指示する一方で、無自覚にソ連への情報提供者となった人物に配慮するとともに機密保護法の制定については慎重な立場を示した。
なお、この事件は1992年にワシリー・ミトロヒンが旧ソ連から持ち出したミトロヒン文書でも裏付けられており、後のスパイ防止法案の審議や特定秘密保護法制定のきっかけとなった。

#### 対パレスチナ
1981年12月、日本パレスチナ友好議連の一員として、日本赤軍と共闘しているPFLPを傘下に持つPLOのアラファトと面会し、日本への敵対行動を取らないように申し入れた。

### 人間関係

#### 昭和天皇
昭和天皇に進講をすることが何度かあり、叱責を受けることがあった。松子夫人が一人で園遊会に出席したときには、昭和天皇自ら「後藤田長官は大変だね」「長官によろしくね」と声がけした。昭和天皇の最初の体調異変と言われる、1987年の誕生日の祝宴での嘔吐にいち早く気づき、松子夫人を伝令役にして山本悟宮内庁次長に事態を伝えている。
後藤田は、昭和天皇が本当に自身で判断したのは終戦の最終決断（御前会議におけるポツダム宣言受諾の聖断）のみで、この決断も本来は総理大臣であった鈴木貫太郎が行うべきものであり、戦争責任については輔弼責任者を追及すべきであったとしている。

#### 岸信介
官僚時代に自民党幹事長であった岸信介と対面したことがある。そのときには、岸が大変な素晴らしい能力の持ち主であるとともに戦争に対する反省がないという印象を受けた。
後藤田は、「岸さんの立場になれば言い分はあるだろうな」としながらも、個人的には元戦犯容疑者が日本の首班になることに対しては疑問があったとしている。
田中判決解散にあたって中曽根から獲得議席の見通しを尋ねられた後藤田は20議席は減るだろうと答えたが、第37回衆議院議員総選挙はそれをさらに大きく下回る34議席減となる大敗北を喫し、後藤田の読み違いにより自民党は半数を割り込むこととなった。この結果に対して党内で責任を問う声が噴出し、中曽根の進退問題にまで発展したが、党最高顧問となっていた岸が中曽根の外交と内政を支持したことから、中曽根政権は延命した。

#### 佐藤栄作
佐藤は後藤田が警察庁長官を務めていた時の総理大臣であったが、人事を巡って関係がこじれて佐藤から疎んじられるようになり、お互いに好きではなかったとしている。

#### 田中角栄
1952年の暮れに、後藤田が「第二機動隊構想」の腹案を実現するため、翌年度予算での警察予算の増額を衆院予算委員会のメンバーであった田中に陳情したことから交流が始まった。飲み込みが早い田中は、実現が困難なことには安請け合いをせずに「それは後藤田君、難しいぞ、しかしやってみるわ」と言い、「わかった」と言って引き受けた陳情は必ず実現することから、後藤田は信頼を深めていった。一方、自治庁税務局長在任時の料飲税導入にあたっては、「手を握ろう」と申し入れてきた当時幹事長の田中を「あんたと手を握ったら高いものにつくから僕はいやだ」とはねのけ、田中を怒らせている。
通産大臣であった田中に警察庁長官退任の挨拶に行った際には産炭地振興公団（現・都市再生機構）総裁のポストを打診されたが、辞退している。なお、長官辞任は過激派対策に疲れて静養しようとしたものであり、次のポストが決まっていたわけではないとしている。第一次田中内閣組閣当日の7月7日の朝に田中から自宅で待機するように言われ、田中の意図を察した後藤田は逃げるべく退官の挨拶回りに出かけた。しかし、自動車電話で呼び出しを受けてしまい、官邸で官房副長官を引き受けるよう田中に言われた後藤田は辞めたいときにはすぐに辞めさせることを条件に了承した。
阿波戦争で破れたことは田中へのダメージとなったが、田中は「ワシのことは気にせんでいい」と後藤田を気遣った。
政界の頂点に上り詰めた田中に対しても後藤田ははっきりと直言し続け、田中もそれを許容した。
後年、「田中派には二階堂（進）、江崎（真澄）、後藤田という3人の首相候補がいる。順番を間違ってはいかんッ」と田中が言ったことがある。これは独自の動きを見せ始めた竹下登を牽制してのことであるが、同時に田中の後藤田に対する信頼の厚さがうかがえる。田中派の大部分が竹下派になびいた後も、後藤田は組せずに田中への筋を通した。
後藤田は「私が政界入りしてすぐ大臣になったり官房長官として長く政府の中枢にいるなど厚遇されたのも、田中さんのお陰である。（中略）そういう意味で私は田中さんに恩義を感じている」と述べ、「その田中さんが退陣、裁判、病気とお気の毒な境涯にあり、何らお返しのできないまま今日に至っている。それが私の負い目である」としている。

#### 三木武夫
三木のことは、官僚時代は郷里の先輩として敬意を表していた。
しかし、泥沼の選挙戦を経た後の後藤田は、少派閥でありバルカン政治家にならざるを得ない三木の立場に理解を示すとともに政界浄化などの立派な主張を一貫して続けていた点などは評価しつつも、三木のことを「率直に言うと信頼はできない人だと思っている」と述べている。一方、王国を築いた徳島から後藤田によって追い落とされた三木も「あの連中は、選挙が好きだからねえ。目の色を変えるんだ。今に天罰が下るだろう」と慷慨している。

#### 福田赳夫
1978年自由民主党総裁選挙では現職の福田に挑戦する大平の勝利に貢献したが、政界入り前の次長・長官時代には、田中よりも当時「（ポスト佐藤の）プリンス」と呼ばれていた自民党幹事長であった福田のほうが接点が多かった。当時の後藤田にとって福田は飄々としていてなおかつ温かみのある話がしやすい人物であり、野沢の福田邸にも時々訪問していた。福田のことは「政治家の中では優れた人だと思うな」と評価している。
田中内閣の官房副長官を受命した際、後藤田は首相官邸内のトイレですれ違った福田から握手を求められ「やあ、おめでとう。重責ごくろうさん。ボクが（総理として）ここへ来たとしても、キミに（官房副長官を）お願いしたろうな」と激励されている。
後藤田は、福田は角福戦争で負けた無念さで目が曇り政局の最終判断を間違えるようになったとして、「ボクも選挙で苦い目に遭っているから、その気持よく分かるよ」と同情しながら、福田が先に総理大臣になっていれば福田・田中・自民党のいずれにとっても良い結果になっていたであろうという見解を示している。

#### 大平正芳
後藤田が内務省地方局に在任していたときの大蔵省給与三課長が大平であり、大平の方が年次が上であったことから、指導を受けていた。最初の参院選の後で後藤田が落選のお詫びに党本部に行ったとき、幹事長であった大平は後藤田を暖かく迎えて激励している。落選後に多くの者から手のひらを返すような態度を取られた後藤田は、大平に対して「本当にこの人は情誼の厚い人だな」という思いを持った。大平も後藤田のことを「あれは本物だね。角サンとの結びつきは深いが、角サン抜きでも十分に乱世を生きて行ける人材だな」と評価している。
総裁選に勝利したときに後藤田から警察での経験を踏まえた身辺の警戒の仕方を忠実に実行したことが、実際に大平が暴漢に襲われた際の護身に役立っている。

#### 中曽根康弘
大戦後半に米軍の台湾上陸に備えて防衛体制構築が図られ、後藤田は陸軍の資材獲得の任務についたが、海軍も同様に資材を求めて競争となっていた。海軍でその任務を負っていたのが中曽根でありその辣腕ぶりは陸軍台湾司令部ではよく知られていたが、実は中曽根も当時陸軍の手強さに辟易としていた。戦後、懐旧談をしていたときに後藤田がそのときの陸軍主計将校であったことを知った中曽根は、笑って後藤田と握手を交わした。
後藤田と中曽根の間で本格的な交流が始まったのはお互いに閣僚となった第一次田中内閣以降のことで、それ以前は海原清平が主催する飲み会で顔を合わせる程度であった。
鈴木内閣で行政管理庁長官となった中曽根に後藤田が「行政改革はいまでかつて成功したためしのない仕事だが、本気でやるつもりですか」と尋ねたところ、中曽根が「なんとしてもやりたいし、いまがその時期である」と述べたことから、定期的に2人で会食しながら談義するようになった。
中曽根は組閣に際して田中にトイレで「後藤田を貸してもらえませんか？」と官房長官登用を交渉したといわれるが、中曽根自身の回顧では九段の料亭で田中と会食したときに申し入れたとされている。また、後藤田は自由民主党総裁選挙前の1982年10月8日の時点で中曽根から「近く政界に地殻変動がある。その卦が出ている。そのときには後藤田さん、官邸に入って私を助けてもらいたい」と直接打診されたとしている。
中曽根内閣での官房長官在任時、中曽根と後藤田は性格が対照的であったものの、真正面から議論したのはイラン・イラク戦争での艦艇派遣についてのみであり、それ以外は細かい指示や打ち合わせが不要なほど政治に関する判断に相違がなかった。中曽根内閣入閣後も後藤田は内務省の後輩である中曽根のことを君付けで呼び、考えが違ったときには臆面もなく反対意見を述べていたが、田中六助から「いつか問題になる。『総理』か『中曽根さん』と言ったほうがいい」「第三者がいるときには直言を控えたほうがいい」と注意されて改めた。しかし、その後も売上税導入に対し中曽根が楽観的な見通しを持っていること伝えてきた外務事務次官の柳谷謙介に対して「それは狂ってる。間違っている」と言い放っている。
後藤田の死後、弔問に訪れた中曽根は松子夫人に「大変長い間、お世話になりました。私が日本の右バネ、後藤田さんには日本の左バネを支えていただきました。それで中曽根政権が維持できたのです」と頭を下げた。

#### 村山富市
日本社会党委員長に就任した直後の村山富市と会食を持ち、「自衛隊の認否については貴方の党と私の考えは違う。それは仕方がないとしても、武装した自衛隊を海外に出さないということについては一致するのではないか。是非この一線だけはお互いに守っていきたい」と話した。村山が首相となった後も阪神・淡路大震災などの折に触れて後藤田はアドバイスや激励を送り、村山も耳を傾けていた。

### エピソード
- 英語が嫌いで、入試の英語が易しいというのが水戸高を選んだ理由の一つであった。警察予備隊では米軍顧問団との談判もあったが、一切英語を使わずに通した[197]。
- 水戸高では陸上競技をやったが、あまりものにはならなかった。一方、陸軍で習った剣道は上達が早く、斎村五郎から感心されたほどであった[198]。
- 入省間もない頃、日中戦争が拡大する中で判任官のまま軍隊に送り出されて不利な扱いを受けることを恐れた同期生たちにおだてられ、人事課長であった町村金五に直談判して、「内務省はいったい私どもを判任官のまま兵隊に出すのか、それとも高等官で殺すんですか」と熱弁を奮った。その後、町村は後藤田に会うたび「君ぐらい傍若無人なやつはいない」といい続けたという[注釈 33][14][199]。
- CIAは将来有望な若手官僚と関係を築いており、後藤田もその一人であった。後藤田は秘密工作を行っていた人物の存在を認めつつ「彼らが何をしていたかは知らない。友好国の職員なので、深く調査しようとしなかった」と述べている[200]。
- 「日本共産党は巧妙な微笑戦術を展開して国民の警戒心を解きほぐしつつ、支持層の拡大につとめている。しかし、警備警察の幹部は、微笑の陰にかくされた革命勢力としての共産党の本質はなんら変化のないことを銘記し諸対策を積極的に推進されたい」と1971年7月5日の全国警備局長会議で訓示するなど、警察庁長官時代は共産党に対して厳しい態度で接し、『赤旗』の攻撃対象となり、警察庁に抗議に訪れた共産党議員団に対しても「ワシの意に反して立ち入るなら、全員を住居侵入で逮捕する」とにべもなかった[115][201]。一方で、晩年に不破哲三から著書を送られたときには丁寧な書状を返しており、そのうち一通は死の一週間前に書かれたものであった[202]。
- 「敵ながら筋の通った人だった」として、在官当時後藤田が取り締まっていた全共闘メンバーからは好きな政治家として名前を挙げられることがある[203]。
- 警察庁長官在任中は、政治からの中立性を守るために、業務で面会する政治家は総理大臣・内閣官房長官・国家公安委員長・自民党三役の6役のみであった。最初の参院選で摘発を受けたときに後藤田が「何でおればかりやるんだ」と不満を漏らしたところ「あなたがそう教えたじゃないですか」と言われた[204]。
- 共同通信の記者であった栗原猛によれば、田中内閣の事務副長官であった後藤田番のデスク評は、「特ダネはないがミスリードもない」だった[127]。
- 自民党総裁選予備選挙での票の獲得により支持候補の総裁就任に貢献してきた後藤田であるが、予備選挙制度自体には派閥の弊害を全国に拡散するものであるとして疑問を持っていた[205]。
- 第2次中曽根内閣 (第2次改造)で二度目の官房長官に起用されたとき、初仕事である閣僚名簿の発表で閣僚の名前を読み間違えることがあった[注釈 34]。これは、後藤田が官房長官就任を断り続けていたたためそれ以外のポストは既に埋まっており、承諾した直後に官房長官として記者会見を行わなければならず、各閣僚の名前の読みを確認できなかったからである[206]。
- 当時政局の焦点となっていたロッキード事件の公判の前日、内閣官房長官の記者会見の席上で「ときに、裁判のある日はいつでしたかね」と問いかけ、記者たちを唖然とさせた。[要出典]
- 巨人ファンであり、自ら入場券を購入して一般のファンと一緒に観戦した。明治神宮野球場でファウルボールに危うく当たりかけたことがある。「ジャイアンツは駄目だ。あんなデブばっかりそろえて非常識だ。勝てるわけないじゃろ」と苦言を呈し、スター選手ばかりを集めて若手の育成を怠るジャイアンツの行く末を心配していた。同じ徳島出身の上田利治を参院選出馬に勧誘したことがある[207]。
- 日本ゴルフ協会の会長を務め[208]、地元出身のプロゴルファー尾崎将司の後見役もしている[209]。
- 後藤田の自宅には毎日深夜に右翼から電話がかかってきていた。それを聞いた板東英二が電話番号を変えるよう進言すると、「バカ、そんなことをしたら誰が彼らの話を聞いてやるんだ」と取り合わなかった[210]。
- 東京ディズニーランドの開園準備を行っていた高橋政知・加賀見俊夫らオリエンタルランド・三井不動産・京成電鉄の経営陣の相談役であった。オープンに立ち会った後藤田はいたく気に入り、その後もアトラクションのオープンやイベントの開催に立ち会った[211]。
- 部下には「雷」を落としまくっていた後藤田であったが、自然現象の雷は苦手だった[212]。
- 石附弘に西郷隆盛と大久保利通のどちらが好きか尋ねられると、「そんなこと決まってるじゃないか。大久保だよ、君。近代日本の基礎は、大半大久保がつくったんだ」と答えた[213]。
- 戦時中の沖縄県知事として知られる泉守紀と面識があった。泉と沖縄で知事として殉職した後任の島田叡について取材した野里洋から、著書『汚名』（沖縄戦を目前にして異動により逃げたとされてきた泉の名誉を回復した）を献本された後藤田は、読後に長文の手紙を野里に送り、「両氏とも時代の犠牲者であって、その是非は問えない。しかし、最大の犠牲者は沖縄県民であった筈」「土地に密着しない任命知事制度そのものが欠陥を生んだのでないか。省みて私が当事者ならば何が出来たであろうか。自信がありませんと言う外ないという反省があります。ただ、当時、第十方面軍司令部に勤務していた私には、沖縄戦に何の支援も出来なかったことについて、下級将校であったにしても、それなりの重い気持ちを、今でも、思い出す度に、感じております」「私が知事であったならせめて島田さんの道を選ぶことが出来たらと望むだけです」と所感を述べている[108]。
- 「好きな奴でもできん奴は使わん。嫌いな奴でもできる奴は使う」と能力主義であった[214]。そのため、1974年参院選で徳島県選挙区における自身の陣営の選挙違反事件において徳島県警本部長として捜査を指揮したのは警察官僚の後輩であった谷口守正であったが、1984年に内閣官房長官だった後藤田は能力を評価して谷口を内閣調査室長（後の内閣情報調査室長）に起用した。
- 後藤田の評伝を書いた保阪正康によれば、後藤田は自らを地方局畑出身でありややもすると思想の取締を口にしがちな警保局育ちと異なることを誇りにしている節があった[注釈 35]。評伝の原稿を予めチェックさせるよう求めてきた後藤田に対し、保阪が後藤田の心理描写の部分の提出だけに留めて「それは検閲ですよ」と断ると、後藤田は驚いた顔をしたのち、「そうか」と言って引き下がった。なお、その後も後藤田は評伝冒頭の書き出しを修正するよう強く求めてきたが保阪は応じず、最終的に後藤田も受け入れている[217]。
- 警察官の増員については、警察官の使い方に無駄が多く組織運営の合理化・効率化をするべきとして長らく認めなかったが、1995年にオウム真理教のテロなど警察事象の増加や治安の悪化が深刻になると一転して大増員を承諾し、各省庁への根回しを行った[218][219]。
- アメリカ同時多発テロ事件を受けて官房副長官であった安倍晋三を通じて小泉政権にテロ特措法を上程した佐々淳行に対して激怒して電話をかけ、「君だろう？安全保障問題、真っ白な安倍晋三にいらんこと吹き込んだのは？ワシは絶対反対だぞ。いくさになったら君と岡本行夫が戦犯一号、二号だ」と詰った[67][220]。
- 内務官僚出身の後藤田は「内務省を復活させなければ死ぬに死ねない」と言ったとされるが、後藤田本人は否定している。ただし、後藤田の6年後輩で、警察庁でコンビを組んでいた渡部正郎が、前述の発言は後藤田のものだと証言している[221]。なお、後年の後藤田は、内務省が官選の知事を置いて全国の警察網を統括していた戦前の状況と現在とでは異なるとして「そんな考え方（内務省復活）は単なる過去の夢みたいなことで思い出しているだけで、それは間違いだ、時代錯誤だ」と明確に否定的な考えを述べている[222]。また、同じく内務官僚出身だった中曽根は、内閣総理大臣の時に内政省の名で復活を検討したが、後に断念して代わりに総務庁が設置されて後藤田は初代長官となった。
- 「歌舞伎町ルネッサンス（新宿歌舞伎町の保安・風紀・暴力団対策）」についての電話での中間報告が佐々淳行との最後の会話となった。このとき後藤田は「なんで中国・韓国エステを七軒、ホスト・クラブ十軒を残した。ゼロになるまで取締まれ」と徹底取締とさらにその全国展開を主張している[67][223]。

### 語録

#### 官僚時代
- 「われわれの任務は、この安田講堂だけで終わるわけではない。治安というのは、長期的に見て取り組まなければならない。必要なのは、彼らに敵対心だけを与えないことだ。いずれ彼らも善良な市民として育っていくわけだから、そういうしこりをのこすと長い目でみれば不利になる。今、必要なのは彼らの行動を国民から浮き上がらせてしまうことだ。なんと愚かなことをしているのか、と理解してもらうことだ。少々対応が遅れて、警察は何をやっている、と非難されても構わない。われわれは軍隊とは異なるのだから…」 - 東大安田講堂事件に際して[115]。
- 「過激派のテロで、第一線の若い警察官が殉職するのは気の毒であり、対策を急がねばならないが、本当に怖いのは過激派ではなくて、違法な手段で政権奪取を狙う共産党だ」[115]。
- 「おい冗談ばかり言ってるぞ。警察は過激派を捕まえることが出来なくて弱っているんだ。いまの警察は、過激派を泳がせるほどの力はない。そんな時代じゃないよ。共産党さんも警察を買いかぶっている」 - 共産党の「ニセ『左翼』泳がせ論」に対して[115]。
- 「こんな紙切れ一枚が何になる、それより部下を殺した犯人をこの長官室まで連れてこい」 - 東峰十字路事件の責任を取ろうと辞表を持参してきた千葉県警本部長に対して[224][225]。
- 「新聞は警察官が過激派の火炎びんを浴びて殉職すると『死亡』と書く。どうして『殺人』と書かないんだ。あれは誤報だ」[224]
- 「羽仁五郎のように若い過激派をおだてて原稿料を稼ぐやつほど、この世で悪いやつはいない。お金になるといえば、何をやってもいいのか」[224]
- 「ゴルフなんて簡単ですよ。ボールを馬鹿な政治家か意地の悪い新聞記者の頭だと思ってひっぱたけばよく飛びますよ」[115]
- 「君、そんな馬鹿な・・・」 - 山岳ベース事件により連合赤軍のメンバー12人がすでに殺されていたという報告を受けて[226]。
- 「君らに迷惑がかからんように夕刊の締め切り時間も調べておいたんだ」 - 新聞記者らに自身の警察庁長官辞任を伝えたときのことについて[115]。

#### 田中政権
- 「本当に俺は世の中を知らないと思った。俺が見てきたのは、せいぜい『制度の中の悪人』だけだった。あいつら言葉巧みで、思わず俺も騙されたんだよ。まあでも、俺を騙せたんだから大したもんだ」 - 最初の選挙での失敗を振り返って[227]。
- 「総理、あなたはいま昇り龍だからいいが、下り龍になったら相手を見て物を言わんと足をすくわれますよ」 - 後藤田の前で「警察なんてチョロイ」と口を滑らせた田中角栄に対して[168]。

#### 中曽根政権
- 「修繕して担いだらどうだ。ダメになったら捨てたらいい」 - 総裁選で中曽根を推すことについて「あんなボロみこし担げない」といった金丸信に対して[228]。
  - なお、金丸の回顧では、逆に後藤田が田中に対して「なんであんなオンボロみこしをかつぐのか」と問い、田中が「オンボロみこしだからかつぐんだ」と答え、金丸が真意を尋ねると「オンボロみこしならいつでも捨てられるじゃないか」と田中が言い放ったことにされている。さらに、後日金丸が「オンボロみこしをかついだ感想を聞きたいね」とからかうと、後藤田が「それは言ってくれるな」と頭をかいたとしている[229]。これに対して後藤田は「あの人はラッパだからね」と金丸の言説を否定し、正確には「ボロみこしは担げない」と金丸が言ったのに対し、後藤田が「修繕して担いだらいい、修繕が利かなくなったら捨てたらいいよ」[230]と返したのが真相だという。
- 「写真週刊誌の取材の行き過ぎもあり、ビート君の気持ちはよくわかる。かといって直接行動に及ぶのは許されることではない」 - 官房長官当時に発生したビートたけしによるフライデー襲撃事件について。たけしの暴力行為を批判しつつ写真週刊誌の姿勢を牽制した[231]。

#### その他
- 「No.2はNo.1の地位を狙ってはいかん。周恩来を見い。不倒翁といわれた周恩来は、決してNo.1になろうとせず、No.2に徹したから、毛沢東は安心してやれたし、林彪や鄧小平の競争心からの敵意も招かなかった。ワシはNo.2に徹する。名参謀総長じゃよ。トップを狙う野心がないから、中途入社の自民党でもワシのいる場所があったのだ」 - 竹下政権の後任として自民党総裁選に出馬するよう求めた内閣五室長に対して[232]。
- 「どんな立派な堤防でもアリが穴を開けたら、そこから水がちょろちょろ出て、いずれ堤全体が崩れることになる。」 - 自衛隊ペルシャ湾派遣を牽制して[233]。後藤田は自衛隊の海外派遣を牽制する際、しばしばこの「蟻の一穴」論を用いた。
- 「全公務員が楽しみにしている給料を値切るなんて悪い奴は地獄へ行け」 - 人事院勧告を受けた公務員給与改善を財政的事情で削減する案を説明に来た的場順三に対して。その後、折衝の結果バランスが取れた実施案に修正された[234]。
- 「江田君、死刑判決を下すのは司法だ。だが、辛い執行を行うのはわれわれ法務省だ。死刑判決を下すのであるならば、君ら裁判所が執行すればいい」 - 法務大臣時代、死刑廃止を申し入れてきた裁判官出身の江田五月に対し[235]。
- 「団塊の世代か。君らには悩まされた。君らは、数が多く、死ぬまで競い合い、バイタリティも能力もある。しかし、壊すことは得意だが、つくることは下手」 - 細川興一が昭和22年生まれとわかり[236]。
- 「君たち一生懸命、勉強しろよ。それから誰にも負けない専門分野を持って一日三十分でもいいから本を読みなさい。もう一点。新聞社の名刺があるから、誰でも相手してくれることを忘れてはいかん。錯覚してはいかんよ」 - 取材に来る記者らに対し[237]。
- 「自分を含め政治家は、いつも（刑務所の）塀の上を歩いている。常に十分に注意しないと内側に落ちる[238]」
- 「（シベリヤ抑留について）六十万人もの大軍がそのままの形で捕虜にされて、極寒の地で強制労働に従事し、思想教育を受けたソ連抑留の経験をした人は、おそらく、人間の本性をまざまざと見せつけられたはずです。天皇制主義者としていちばん元気のよかったのが、案外、真っ先にコロッと寝返るんだからね。そして日本に帰ってきたら、天皇島上陸、なんて言う。向こうで洗脳教育を受けてきて、日本という天皇島に上陸して占拠するというんだ。見ちゃおれんがな。それが最近は、また復古派の先頭に立っている。彼らは、一番最初は軍国主義、捕虜になったら共産党、帰ってきたら初めのうちが共産党、そのうち選挙に出て政治家になったら、また大国主義だ[239]」
- 「（連合国軍占領下の日本について）良くぞ革命が起きなかったと思いますね。（中略）なぜ起こらなかったかというと、日本をソ連側に追いやるわけにはいかんという国際政治の力学が働いて、アメリカが革命を防止したと思います。最初は革命をやらせようと思って、刑務所の中から徳球（徳田球一）を以下を引っ張り出してきたんですからね。昭和三十年代の岸内閣の当時も、革命が起きても不思議ではないと思った。（中略）あの時の（60年）安保闘争は過激派の跳ね上がりじゃないんですから。日本の左翼勢力がほとんど一緒になってやっていたんです。なぜ革命が起きなかったのか振り返ってみると、日本の国の生活の向上安定ですね。それは岸内閣に続く池田内閣の『寛容と忍耐』、そして所得倍増計画です。これが成功を収めたということです。そしてだんだん、中間層意識が国民の中に生まれてきた。だからこの生活をこわしたくない。（中略）そのかわり何が起きたかというと、町人国家になっちゃったんだな[240]」
- 「昭和三十年代までの日本を見ると、『自主、自治、自由、独立』と、こういう擁護で表現される国の機関と言うか、これがいちばんあかん。それは乱れてしまってどうにもならない。『大学の自治』、これはあかん。教授がコントロールできない。東大騒動がまさにそうだった。それから『地方自治』、これは勝手なことをやっていた。それから『言論の自由』、これがまたあかん。だいたい戦後、昭和二十年代は、いま言ったような用語で象徴される社会集団にあまりいいものはなかったな。それから『裁判の独立』だな。これが青法協にとことんやられた[241]」
- 「（歴史問題について）いちばんずるく立ち回っているのはドイツなんですよ。ワイゼッカーなんです。一九三三年から十年余りナチスが政権を握っていた時のドイツはドイツじゃないのかというんだ。（自分に言わせれば、それは）ドイツそのものではないか、というんだ。ところがあれはナチスの責任であって、俺たちドイツじゃないよと、ワイゼッカーはいうわけでしょう。そのかわり外国人特有のしつこさで、今でも戦犯を捕まえるな。それで全部ナチスにかぶせて涼しい顔をしている。日本はそれができないわけだよ。だから、いまだに日本は謝っている。ドイツは謝りゃせんがな。やっぱり国柄の問題で、責任の追求ができなかったということだと思うね[242]」
- 「（警察庁）長官までやり、官房副長官までやって、こんなに（国政で）トットといったのは僕一人しかおらん。後はみんな何回も当選しないと駄目だから、年取って駄目になっちゃう。僕は六十二で出たんだから。みなが辞めるころに出た。それでずっと上まで行っちゃった。それを（警察官僚は）見習おうとする。だから僕は役人から聞かれたら、絶対代議士なんていう商売はよせ、つまらん、と言うんだ。でも、みんな僕みたいになれると思っているんだ。行けると思ってる。行けるわけがない。僕は運が良かったんですよ。人の巡り合わせが[51]」

#### 引退後
- 「実際に国民の安全を守る責任を負う側としては可能な限り幅広く、強力、かつテロリスト側の様々な手法に弾力的に対処・運用できる法律が望ましいだろうが、それは同時に社会を暗くしやせんか。（中略）アメリカ同時多発テロのような大きな事件があった直後は国民は怒りと恐怖から強いリーダーシップを求め、何でもありの強権的措置を容認し、不自由さをも甘受する。しかしこれは長続きしない。事態が膠着し思うような結果が出ないとき、国民がどこまで我慢するか。リーダーは国民のテンションが高いときには逆に冷静に、抑制的になるように努めることだ。日本のような国でも権力がその気になって突っ走ると、これを止めるのは容易なことではない。権力が暴走するとき、法は権力に都合よく運用される。なればこそ、今ある法律や仕組みの中に権力を抑制するための先人の工夫が入っている。世の中の動きにつれ、法や制度が変わるのは当然だが、時として十分な議論もなく安易に方が改変され運用解釈が変えられていくのをみると、心配だ[243]」
- 「菅だけは絶対に総理にしてはいかん」「あれは運動家だから統治ということはわからない。あれを総理にしたら日本は滅びるで」 - 自社さ政権当時、厚生大臣としてマスコミで持ち上げられていた菅直人について。しかし、連立政権への影響を考えて、御厨貴によるオーラル・ヒストリーの際にオフレコだとして当時は削除させた[244]。
  - なお、当の菅は後に総理大臣となって官房長官に仙谷由人（後藤田と同じ徳島県出身の仙谷は、菅同様に全共闘運動に参加し、ピース缶爆弾事件の弁護人を務めた過去があり、さらに徳島県全県区選出議員として後藤田とは議席を争いあう関係にあった[注釈 36]。）を起用した際、「よく中曽根政権の後藤田先生の名前が出るが、そうした力を持つ方でなければならない」と後藤田を引き合いに出し、仙谷も「官房長官の中では戦後最も実績を挙げた」と後藤田について言及している[245]。
- 「やっぱり危ないと思うのは共産党と公明党だ。この国への忠誠心がない政党は危ない。共産党は前から徹底的にマークしているからいいが、公明党はちょっと危ないよな」 - 上記発言と同様、御厨貴のオーラル・ヒストリーから削除させたうえに「もしかすると自民は公明と一緒に何かをするかもしれない。その際に後藤田がつまらないことを言ったということが残るとまずい。これだけは俺が死ぬまでは絶対に吹聴してはいけないよ」と固く口止めした[244]。
  - 警察庁長官時代に池田大作と会談しており、池田が「われわれは体制内の改革を目指す」と発言したことから、公明党に対する「警戒心を解いた」としている[246]。
- 「日本社会党が革命を起こすなんていうことは金輪際考えなかった。あの党ぐらいダラ幹（堕落した幹部）の党はない。それは警察庁のときから思っていた[244]」
- 「『行政改革』『構造改革』等と言葉が大きくなりすぎて、国家すなわち中央省庁に有為な人材が集まらなくなった時、将来どうなるかが心配だ」 - 晩年、「今は役人暗黒時代で、役人イジメがひどすぎる」と嘆いた渡辺秀央に対して[247]。
- 「制度に絶対のものはない。運用を誤れば成果は上がらない。いや、逆効果さえ生ずるおそれがある」「国民の皆さんの監視こそが大事だ。政治は、党のため、個々の政治家のためのものではない。国家国民のためにあるのが、政治である」 - 死後に公開されたメモ[112]。
- 「君はよく産経の『正論』だの文春の『諸君!』のような"右ッパネ"のマスコミにでとるが、朝日に載るようでないといかん」

「でも出してくれないんですから」（佐々）
「なに？ワシは朝日によく出るぞ」
「それは後藤田さんが"左"だからです」（佐々）
「ワシは"左"やないぞ。ワシが真中なんじゃ」
- 「やはりこの歳になると時間がないということですよ。時間がない。これが一番つらい。だってやらないといかんと個人的に思うことがいくらでもある。調べないといけないこともあれば、本も読まなければならない。時間がない。ここが若い人とは全然違う[248]」
- 「日本人は大事なことほどその場の空気で決め、決まると一瀉千里に走り出す。職場でもどこでも『ちょっと待って、異論がある』という勇気が大事だね[127]」

### 評価
- 中曽根康弘「官僚出身でありながら、頑なに硬直せず、酸いも甘いも噛み分け、平生は温顔の政治家だった。然し、万般に亘り自己の定見を堅持し、時期を選んで国民に訴えておられた。その中身は公式や既成の所論に惑わされず、庶民、謂わば日本国民全般の世論を洞察し、また、日本のアジア諸国に対する、長期的将来的立場も洞察した上での緻密な思想の上での柔軟的発言であった。前歴が警察からの出身であるので、日本の一般大衆の心理への洞察と同時に、戦争の経験を経て日本の平和国家としての立場を些かも崩さずに、ややもすれば左右に傾こうとする日本の政治軌道を中央ラインに維持させることに懸命の努力を払っていたと思う[249]」
- 筑紫哲也「あくまでも大変なエリートでありますから、国家ということを軸に考えました。しかし、その国家の中身がかなり後藤田さん的であった。つまり、国家のために国民が犠牲になるとか、そういう形の国家の捉え方を非常に嫌った、国民があっての国なんだということをたえず考えた。旧内務官僚というのは大変戦前いろいろ悪評が高いわけですけれども、一方で主体的には自分たちが民を護るんだという『護民官』の意識が非常に強かったのだろうとわたしは思っております[250]」
- ジェラルド・カーティス「私の後藤田氏のイメージを一つの言葉で言うならば、その言葉は『権力者』である。優れた政治家の特徴は、目的を実現するために権力を使いこなすだけではない。同時に重要なのは国家権力の怖さを知り、権力を慎重に扱うことである。彼は、公人としての長い人生経験から、政治指導者が自分の力を買いかぶって権力を乱用したり、間違った目的のために権力を使用することがどれほど危険であるかということを身にしみるほどわかっていたと思う。また、後藤田氏のいろんな発言を振り返ってみると、民主主義国においては国民の支持を得たうえではじめて正当な権力を発揮できるということを固く信じていたとわかる[251]」
- 柏村信雄「後藤田クンは、ひとのことをポンポンいうが、部下のいうこともよく聞く。ビシビシ話を詰め困らせたかと思うと、相手の逃げ道もちゃんと作っておく。孫子の兵法に『攻むれば必ず闕く〔ママ〕[注釈 37]』というじゃないか。あれだよ。徹底的にやっつけない。最後にニヤリと笑ってね。苦しい状況にもめげず、部下がついて行ったのは、やはり彼にそれだけの人間的魅力と、リーダーシップがあるからだよ[252]」「参謀的能力もあり、司令官になれる資質も持つ。木下藤吉郎みたいな人だよ。ニューリーダーと比べて、人後に落ちる人間じゃない。ただ、人を押しのけても、というところがないから、それが政界ではどうだろう[96]」

## 阪神・淡路大震災への対応
阪神・淡路大震災発生翌日に首相官邸を訪ね、「総理、地震は天災だから防ぎようがない、しかしこれからは、まかりまちがうと人災になる。しっかりやってくれ」と村山富市を叱咤激励した。
その後、竹下登の要請を受けて阪神・淡路復興委員会の特別顧問に就任。震災への対応にあたる村山内閣を補佐し、社会党への批判が集まる中、「誰が代わりにやれば出来ると言うんだ？自民党政権だって出来ないよ」と庇った。
後藤田は運輸大臣の亀井静香に神戸港の復旧を最優先にするよう指示したとするが、その一方で復興委員会第1回会合では「焼け太りは認められない」、第2回会合では「計画は物理的、社会的、財政的にぎりぎりの線でやってほしい。それを超すと理想倒れになる」「政府としては個人の損失に直接補償しない建前だ」と発言し、公平性などの観点から国からの支援はインフラの復旧までであり、それ以上の計画については原則地元の責任と資金で行うべきであるとの方針を示した。この「後藤田ドクトリン」によって復興予算が削減されたことが、震災前までは海上コンテナ取扱量で世界第3位であった神戸港が釜山港に水をあけられて国際競争に敗れた原因であるという説もある。
後藤田は後日のインタビューで、当時としては最大級の予算を大蔵省から引き出したとしつつ、復興委員会では都市建設や開発に論議が集中しており、職を失った人たちへの手当て等の生活の復旧についての議論が足りなかったと述べた。

## 栄典
- 1972年：アメリカ合衆国民間人最高功労章
- 1997年：勲一等旭日大綬章
- 2005年9月19日：正三位

## 親族
- 兄：後藤田耕平（医師・医学博士[263]。東山村村長、徳島県議）
- 甥：後藤田圭博（医師。医療法人社団東山会理事長。耕平の子）
- 甥：井上普方（医師・医学博士[264]。元日本社会党衆議院議員）
- 大甥：後藤田正純（徳島県知事。元衆議院議員。圭博の子）
- 大甥の妻：水野真紀（女優）
- 親戚：高橋直樹（元プロ野球選手）[要出典]

## 選挙歴
| 当落 | 選挙                     | 執行日         | 年齢 | 選挙区       | 政党       | 得票数     | 得票率 | 定数 | 得票順位 /候補者数 | 政党内比例順位 /政党当選者数 |
| ---- | ------------------------ | -------------- | ---- | ------------ | ---------- | ---------- | ------ | ---- | ------------------ | ---------------------------- |
| 落   | 第10回参議院議員通常選挙 | 1974年07月07日 | 59   | 徳島県選挙区 | 自由民主党 | 15万3388票 | 35.25% | 1    | 2/5                | /                            |
| 当   | 第34回衆議院議員総選挙   | 1976年12月05日 | 62   | 徳島県全県区 | 自由民主党 | 6万8990票  | 14.7%  | 5    | 2/8                | /                            |
| 当   | 第35回衆議院議員総選挙   | 1979年10月07日 | 65   | 徳島県全県区 | 自由民主党 | 6万6948票  | 14.8%  | 5    | 5/8                | /                            |
| 当   | 第36回衆議院議員総選挙   | 1980年06月22日 | 65   | 徳島県全県区 | 自由民主党 | 8万5710票  | 19.1%  | 5    | 2/8                | /                            |
| 当   | 第37回衆議院議員総選挙   | 1983年12月18日 | 69   | 徳島県全県区 | 自由民主党 | 8万1975票  | 18.2%  | 5    | 1/10               | /                            |
| 当   | 第38回衆議院議員総選挙   | 1986年07月06日 | 71   | 徳島県全県区 | 自由民主党 | 10万9468票 | 25.67% | 5    | 1/8                | /                            |
| 当   | 第39回衆議院議員総選挙   | 1990年02月18日 | 75   | 徳島県全県区 | 自由民主党 | 9万6463票  | 20.46% | 5    | 1/9                | /                            |
| 当   | 第40回衆議院議員総選挙   | 1993年07月18日 | 78   | 徳島県全県区 | 自由民主党 | 9万8961票  | 22.34% | 5    | 1/9                | /                            |

## 著作
- 『政治とは何か』講談社、1988年3月24日。ISBN 4062026511。
- 『内閣官房長官』講談社、1989年。ISBN 4062047276。
- 『支える動かす 私の履歴書』日本経済新聞社、1991年。ISBN 978-4532160159。
  - 『私の履歴書 保守政権の担い手』日本経済新聞出版社〈日経ビジネス人文庫〉、2007年5月。ISBN 4532193737。
- 『政と官』講談社、1994年。ISBN 4062072262。第4章
- 『情と理 後藤田正晴回顧録 上』講談社、1998年。ISBN 4062091135。
  - 再刊 『情と理 カミソリ参謀回顧録 上』講談社+α文庫、2006年。ISBN 406281028X。
- 『情と理 後藤田正晴回顧録 下』講談社、1998年。ISBN 4062091143。
  - 再刊 『情と理 カミソリ参謀回顧録 下』講談社+α文庫、2006年。ISBN 4062810298。
- 『後藤田正晴 二十世紀の総括』生産性出版、1999年。ISBN 4820116614。
内田健三、佐々木毅、早野透による全7回のインタビュー集
- 『後藤田正晴の目』朝日新聞社、2000年。ISBN 4022575298。
- 『後藤田正晴 日本への遺言』毎日新聞社、2005a年。ISBN 4620317446。
時事放談での発言録集
- 『後藤田正晴 語り遺したいこと 岩波ブックレット（No.667）』岩波書店、2005b年。ISBN 9784000093675。
加藤周一と対談。国正武重によるインタビュー・解説。

## 関連文献
- 坂東弘平『後藤田正晴・全人像』行研出版局、1983年。ISBN 978-4905786283。
- 保阪正康『後藤田正晴 異色官僚政治家の軌跡』文藝春秋、1993年。ISBN 978-4163479903。
  - 保阪正康『後藤田正晴 異色官僚政治家の軌跡』文春文庫、1998年。ISBN 978-4167494049。
  - 保阪正康『後藤田正晴 異色官僚政治家の軌跡 新編』（改訂版）中公文庫、2008年。ISBN 978-4-12-205099-0。
  - 保阪正康『後藤田正晴 異色官僚政治家の軌跡 定本』（決定版）ちくま文庫、2017年。ISBN 978-4480434593。
- 佐々淳行『わが上司後藤田正晴 決断するペシミスト』文藝春秋、2000年。ISBN 978-4163561806。文春文庫で再刊
- 佐々淳行『後藤田正晴と十二人の総理たち もう鳴らないゴット・フォン』文藝春秋、2006年。ISBN 978-4163681207。文春文庫で再刊
- 津守滋『後藤田正晴の遺訓 国と国民を思い続けた官房長官』ランダムハウス講談社、2007年。ISBN 4270001941。
著者は外務省出身で官房長官時代の秘書官
- 『私の後藤田正晴』『私の後藤田正晴』編纂委員会、講談社、2007年。ISBN 4062139340。
後藤田と縁が深かった報道関係者が中心となり、三回忌となる2007年9月に刊行。政界・官界関係、民間人で関りのあった様々な立場の著名人三十名が寄稿。
- 御厨貴『後藤田正晴と矢口洪一の統率力』朝日新聞出版、2010年。ISBN 978-4022507099。
  - 御厨貴『後藤田正晴と矢口洪一 戦後を作った警察・司法官僚』（改題）ちくま文庫、2016年。ISBN 4480433775。

## 演じた俳優
- 藤田まこと （突入せよ! あさま山荘事件）